# Manfredo Tafuri
Manfredo Tafuri (Roma, 4 de noviembre de 1935 – Venecia, 23 de febrero de 1994) fue un arquitecto, teórico, historiador y crítico de la arquitectura italiano.

## Trayectoria
De madre judía (Elena Trevi) y padre católico (Simmaco Tafuri), este último trabajó como ingeniero en el Ministerio de Obras Públicas. De adolescente, Manfredo Tafuri leyó obras de Sartre, Camus, Heidegger y el filósofo italiano Enzo Paci. El primer libro de arquitectura que leyó fue Storia dell’architettura moderna (1950), de Bruno Zevi, libro que posteriormente criticará como uno de los mayores exponentes de la "crítica operativa" y de las tergiversaciones historiográficas militantes de la arquitectura moderna.
En 1953 comenzó sus estudios de Arquitectura en la Universitá della Sapienza. En 1959 se unió a ASEA: Associazione Studenti e Architetti, grupo en el que estudian las obras de Ernesto Nathan Rogers, Giulio Carlo Argan y Bruno Zevi, entre otros. A partir de 1961 se introduce en la profesión forma parte del despacho de arquitectura AUA: Architects and Urbanists, Partners; grupo formado junto a Lucio Barbera, Bernardo Rossi Doria, Stefano Ray, Massimo Teodori, y Enrico Fattinnanzi. De su estancia en dicho despacho destacan varios proyectos publicados en las revistas de arquitectura de la época, como por ejemplo «Las viviendas en Latina y Bologna», publicado en Casabella Continuitá (n.º 289) o «Plan para la organización del parque público de Villa Savoia», publicado en Urbanística (n.º 34). También realizan Planes de Ordenación para Fano o Turín, así como el concurso para el proyecto de un hospital en Venecia.
De forma simultánea a su estancia en AUA funda el "Gruppo Assistenza Matricole" donde imparte clases "prohibidas" en la carrera oficial a los alumnos que la cursan, exponiendo las tergiversaciones ideológicas de las distintas construcciones historiográficas. Se introduce en Instituto Nazionale di Urbanistica y hace explícita su oposición directa a los Comunistas Católicos, grupo que contaba entre sus filas con la presencia de Leonardo Benévolo y Mario Manieri Elia. En 1962 se une al PSI, Partido Socialista Italiano. Entre 1964 y 1965 imparte un curso de historia de arquitectura en la Universidad de Roma a petición de Ludovico Quaroni, arquitecto que será objeto de su primer libro. En 1965 Ernesto Nathan Rogers le invita a Milán.
Desde 1968 hasta su muerte impartirá clases en el Istitutto Universitario dell'Architettura di Venezia (IUAV) donde dirigirá su Departamento de Historia de la arquitectura junto al filósofo Massimo Cacciari (posteriormente alcalde de Venecia),y los historiadores de la arquitectura Francesco Dal Co (actual director del Dipartimento di Storia del IUAV y director de la Revista Casabella) y Marco de Michelis. 
Posteriormente, entrarán a formar parte del grupo los historiadores italianos Giorgio Ciucci, Mario Manieri Elia y Giussepe Miano. Desde 1969, Tafuri colaborará activamente en la revista Contropiano, dirigida por Alberto Aasor Rosa y Massimo Cacciari entre 1968 y 1972 tras el abandono de Antonio Negri tras la publicación del primer número.
A partir de 1970, de cara a recopilar información para la publicación de "La Cittá Americana", Tafuri realiza una serie de viajes a los Estados Unidos, siempre para estancias muy reducidas debido a la denegación de visados para estancias largas por su pertenencia al Partido Comunista Italiano. Aun así, tiene la ocasión de conocer al historiador del arte Rudolph Wittkower, cuyo libro La Arquitectura en la Edad del Humanismo (1949) será continuamente revisado y problematizado por los escritos sobre el Renacimiento de Manfredo Tafuri. 
En otoño de 1974, Diana Agrest invita a Tafuri a dar una lectura en la Universidad de Princeton, que tras una posterior reelaboración sería publicada en la revista Oppositions como "L’Architecture dans le boudoir", penúltimo de los artículos recopilados en el libro La esfera y el laberinto. A partir de dicha conferencia entra en contacto con Kenneth Frampton, Mario Gandelsonas, Peter Eisenman, John Hejduk, Michael Graves, Robert Siegel y Richard Meier.
En 1980 publicó un estudio importante, unido a una rica antología, Viena Rossa. La política residenziale nella Vienna Socialista, que hacía un análisis tipológico de las muy diversas Höfe de la Viena roja del primer tercio del siglo XX. Trata pues de la excepcional política constructiva vienesa (que era por sí sola un estado, tras la desaparición del Imperio) entre 1919 y 1933, cuando se reorganiza el espacio ciudadano colectivamente para dar alojamiento digno a miles de obreros, pero no en zonas aparte sino insertándolas en la malla urbana, como sucede con el famoso Karl Marx Hof, que sigue en vigor en 2013. Por supuesto, esta experiencia fue radicalmente interrumpido por el fascismo austriaco de 1934 y por la anexión alemana en 1938, en ese sentido puede Tafuri llamarla una "epopeya trágica".

### Posiciones
Preocupado siempre por el rigor de la labor historiográfica criticó violentamente todas las tergiversaciones realizadas por los historiadores de la arquitectura que militaban abiertamente por una primacía estética de la misma. Para realizar dicha oposición teórica acuñó el concepto de "crítica operativa" como una crítica arquitectónica que tiende a absorber en sí el momento de la proyección. Desde este punto de vista criticó la parcialidad operativa de las historias de la arquitectura escritas por Nikolaus Pevsner (1936), Sigfried Giedion (1945), Bruno Zevi (1945), Leonardo Benevolo (1960), Reyner Banham (1960), Renato de Fusco (1975) o Kenneth Frampton (1980).
En su labor de crítico, se opuso siempre al formalismo esteticista imperante tanto en los arquitectos como en los historiadores del arte y la arquitectura de la segunda mitad del siglo XX, apostando por una crítica estructural de la arquitectura como disciplina al servicio directo del poder político-económico. Desde este punto de vista afirmó que "el concepto de una crítica que sirve para que un arquitecto en vez de hacer los cuadrados de una manera los haga de otra, esa crítica no me interesa. Para eso llamen a Zevi, o a Frampton, o a Scully, llamen a quien les parezca. Yo hago la historia. Mi deber con respecto a la arquitectura consiste en entender la arquitectura como un pequeño fragmento de los modos de conocimiento de lo real y basta".
Tras una reestructuración departamental del IUAV, entre 1982 y 1994 se potencian las relaciones con el
American Renaissance Scholars, entre cuyos miembros se encuentran James Ackerman, Joseph Connors, o Howard Burns. Muere el 23 de febrero de 1994 de un ataque al corazón. En la actualidad está enterrado en el cementerio protestante de Porta S. Paulo, en Roma, junto a Antonio Gramsci.

## Cursos impartidos
En la Universidad de Roma
- 1961-1962:
  - “Il problema dei centri storici all’interno della nuova dimensione cittadina”. Corso parallello di Composizione II del Prof. Saul Greco en la Facoltà di Architettura dell’Università di Roma, Valle Giulia.
  - “Teoria e critica nella cultura urbanistica italiana del dopoguerra”, Corso parallelo di Composizione II del Prof. Saul Greco en la Facoltà di Architettura dell’Università di Roma, Valle Giulia.
- 1963-64:
  - Lecciones en el Corso di Storia dell’Arte e dell’architettura del Prof. E. N. Rogers en la Facoltà di Architettura del politecnico di Milano, Lecciones en el Corso di Composizione architettonica B, Prof. Ludovico Quaroni.
  - “L’Università: strutture e morfologie nella storia”, lección del dìa 16/1/1964, Istituto di Architettura di Roma, corso di Composizione arcihtettonica B, Prof. Ludovico Quaroni.
- 1964-65:
  - “La storia dell’architettura moderna alla luce dei problemi attuali”, Corso di Composizione architettonica II B, Prof. L. Quaroni.
- 1966-67:
  - “La storia dell’architettura moderna alla luce dei problemi attuali”, Corso di Restauro dei monumenti, Facoltà di Architettura, Università di Palermo, Prof. M. Tafuri.
  - “Le strutture del linguaggio nella storia dell’architettura”, IUAV, Ciclo de lecciones La teoria della progettazione architettonica.

Cursos impartidos en el IUAV:
- 1967-68:“L’architettura moderna e il problema della storia”, Corso di Storia dell’arte e storia degli stili dell’Architettura 2. IUAV.
- 1968-69: “Le Corbusier”, Corso di Storia dell’arte e storia degli stili dell’Architettura 2.
- 1969-70: “Architettura, città e “piano” in America (1500-1970).
- 1970-71: “Avanguardie, architettura e città della Germania (1905-1933). La gestione socialdemocratica della città (1923-1933)”.
- 1971-72: “Avanguardie, città e pianificazione in Uniove Soviética (1917-1937)”.
- 1972-73: “Storia dell’ideologia antiurbana”.
- 1973-74: “Struttura e architettura nella città terziaria in America” (1850-1973).
- 1974-75: “Lo sviluppo urbano negli Stati Uniti” (1780-1974) e il problema dell’housing”.
- 1975-76: “Il grattacielo e la struttura della città terziaria in America e in Europa (1850-1975)”.
- 1976-77: “Avanguardia e architettura: le avventure del linguaggio nella città contemporanea”.
- 1977-78: “La Grande Viena: dalla formazione del mito asburgico alla crisi dell’austromarxismo”.
- 1978-79: “Francesco Borromini e la crisi dell’universo umanistico”.
- 1979-80: “Le avventure dell’avanguardia”.
- 1980-81: “Giovanni Battista Piranesi” 1720-1778”.
- 1981-82: “Arti e architettura nella Venecia dell’umanesimo 1450-1509”.
- 1982-83: “Architettura e rinnovamento urbano nella Venecia del rinascimento. 1514-1554”.
- 1983-84: “Scienza, architettura e vita civile nella Venecia del secondo 500. 1556-1612”.
- 1984-85: “Arte e potere nel primo 500: Rafaello Sancio”.
- 1985-86: “Giulio Romano, architetto e pittore”.
- 1986-87: “Donato Bramante 1444-1514”.
- 1987-88: “Architettura e religione, da Savonarola alla Controriforma 1494-1580”.
- 1988-89: “Giuliano da Sangallo e Jacopo Sansovino. Architettura e committenza fra XV e XVI secolo”.
- 1989-90: “Francesco di Giorgio Martini e Baldasarre Peruzzi”.
- 1992-93: “Umanesimo e architettura: Leon Battista Alberti 1404-1472”.
- 1993-94: “Arte, política e architettura nella Roma medicea 1513-1527. Dal mito dell’età de oro alla catástrofe del Sacco”.

## Libros de Manfredo Tafuri
- Ludovico Quaroni e lo sviluppo Della architettura moderna in Italia, Milán: Edizioni di Comunità, 1964.
- L’arquitettura moderna in Giappone, Bolonia: Cappelli, 1965.
- La cattedrale di Amiens, Florencia: Sadea/Sansoni, 1965
- La architettura del Manierismo nel Cinquecento europeo, Roma: Officina Edizioni, 1966.
- Il concorso per i nuovi uffici della Camera dei Deputati: un bilancio dell'architettura italiana, Roma: Edizioni Universitarie Italiane, 1968
- Teorie e storia dell'architettura, Bari: Laterza, 1968

Edición en castellano: Teorías e Historia de la arquitectura, Barcelona: Editorial Laia, 1972
- Jacopo Sansovino e l'architettura del '500 a Venezia, Padova: Marsilio, 1969
- L'architettura dell'Umanesimo, Bari: Laterza, 1969

Edición en castellano: La arquitectura del humanismo, Madrid, Xarait Ediciones, 1978
- Storia dell’ideologia antiurbana, entregas del curso de Historia de la Arquitectura en el IUAV 1972-1973, Venecia: IUAV, 1973
- Progetto e utopia: architettura e sviluppo capitalistico, Roma-Bari: Laterza, 1973
- Retórica y Experimentalismo. Ensayos sobre la arquitectura de los siglos XVI y XVII, Sevilla: Publicaciones de la Universidad de Sevilla, 1978
- La sfera e il labirinto: avanguardia e architettura da Piranesi agli anni '70, Torino: Einaudi, 1980

Edición en castellano: La Esfera y el Laberinto. Vanguardia y arquitectura de Piranesi a los años '70, Barcelona: Gustavo Gili, 1984
- “Das Rote Wien”. Política e forma della residenza nella Viena socialista, 1919-1933, en Viena Rossa. La política residenziale nella Vienna Socialista, Milán: Electa, 1980
- Vittorio Gregotti: progetti e architetture, Milán: Electa, 1982
- Venezia e il Rinascimento: religione, scienza e architettura, Torino: Einaudi, 1985
- Storia dell'architettura italiana 1944-1985, Torino: Einaudi, 1986
- Ricerca del Rinascimento: principi, città, architetti, Torino: Einaudi, 1992

Edición en castellano: Sobre el Renacimiento, Principios, ciudades, arquitectos, Madrid: Cátedra, 1995
- La dignità dell’attimo. Trascrizione multimediale di le forme del tempo. Venezia e la modernità, Venecia: IUAV, 1994. Conferencia leída el 22 de febrero de 1993 para la inauguración del "Anno accademico 1992-93 dell'Istituto Universitario di Architettura di Venezia".

### Publicaciones en colaboración
- Con MASSIMO CACCIARI & FRANCESCO DAL CO, De la vanguardia a la metrópoli. Crítica radical a la arquitectura, Barcelona: Gustavo Gili, 1972.
- Con LUIGI SALERNO, & LUIGI SPEZZAFERRO, Via Giulia. Una utopia urbanistica del '500, Roma: Casa Editrice Stabilimento Aristide Staderini, 1973.
- Con GIORGIO CIUCCI, FRANCESCO DAL CO & MARIO MANIERI ELIA, La ciudad americana, Barcelona: Gustavo Gili, 1975.
- Con FRANCESCO DAL CO, Architettura contemporanea, Milano: Electa, 1976.

Edición en castellano: Arquitectura contemporánea, Madrid: Aguilar, 1989.
- Con MASSIMO CACCIARI, FRANCO RELLA, & GEORGES TEYSSOT, Il Dispositivo Foucault, Venecia: CLUVA, Librería Editrice Cooperativa, 1977.
- Con ANTONIO FOSCARI, L’armonia e i conflitti. La chiesa di S. Francesco della Vigna nella Venezia dell ‘500, Roma-Bari: Laterza, 1983
- Con JEAN LOUIS COHEN, & MARCO DE MICHELIS, eds., URSS, 1917-1978. La città, l’architettura, Roma-París: 1979.